# Miloš Čudić
Miloš Čudić (ur. 22 listopada 1983 w Zrenjaninie) – serbski wioślarz.

## Osiągnięcia
- Mistrzostwa Europy – Brześć 2009 – czwórka bez sternika – 7. miejsce[1].